# Rock học trò
Rock học trò (tựa gốc tiếng Anh: School of Rock) là một bộ phim điện ảnh đề tài ca nhạc của Mỹ năm 2003 do Richard Linklater làm đạo diễn, Scott Rudin làm nhà sản xuất với kịch bản được chắp bút bởi Mike White. Phim có sự tham gia diễn xuất của Jack Black, Joan Cusack, Mike White, Sarah Silverman và Miranda Cosgrove. Nội dung phim xoay quanh Dewey Finn (Black), một cầm thủ guitar nhạc rock đang chật vật kiếm sống sau khi bị đuổi khỏi ban nhạc của mình, sau đó anh đã cải trang thành một giáo viên dạy thay tại một ngôi trường dự bị danh tiếng. Sau khi chứng kiến tài năng âm nhạc mà các học sinh trong lớp mình thể hiện, Dewey đã lập nên một ban nhạc toàn những thành viên là học sinh lớp 5 nhằm hướng tới mục tiêu giành chiến thắng tại cuộc thi Battle of the Bands sắp tổ chức, qua đó trả được hết tiền thuê nhà của mình.
Rock học trò được hãng Paramount Pictures phát hành chiếu rạp vào ngày 3 tháng 10 năm 2003, thu về tới 131 triệu USD so với vốn kinh phí bỏ ra là 35 triệu USD. Bộ phim nhận được nhiều đánh giá tích cực từ giới phê bình với những lời khen cho diễn xuất và khiếu hài hước của Black. Đây là tác phẩm lấy đề tài hài–ca nhạc có doanh thu cao nhất mọi thời đại, trước khi lần lượt bị Pitch Perfect 2 soán ngôi vào năm 2015 và Pitch Pefect 3 vượt qua vào năm 2017. Một bản chuyển thể nhạc kịch đã được công diễn mở màn tại Broadway vào tháng 12 năm 2015, bên cạnh đó là một bản chuyển thể truyền hình của Nickelodeon lên sóng màn ảnh nhỏ vào ngày 12 tháng 3 năm 2016.

## Cốt truyện
Một ban nhạc rock tên No Vacancy đang biểu diễn tại một hộp đêm ba tuần trước khi đi tranh tài tại cuộc thi Battle of the Bands. Cây guitar của nhóm, Dewey Finn thì luôn dính dáng đến những trò hề trên khấu, trong đó có một pha nhảy vào khán giả nhưng không ai thèm đỡ, làm cho buổi biểu diễn khép lại đột ngột. Sáng hôm sau, Dewey tỉnh dậy trong căn hộ mà anh sống cùng cậu bạn Ned Schneebly và cô bạn gái của Ned, Patty Di Marco. Họ thông báo với Dewey rằng anh đã trễ hạn thanh toán tiền thuê nhà, và nếu trong một tuần nữa anh không đền bù đủ số tiền đó thì sẽ bị tống ra ngoài. Khi Dewey gặp No Vacancy tại một buổi tập luyện của ban nhạc, anh phát hiện ra mình đã bị thay thế bởi một tay guitar khác tên là Spider. Sau đó, trong lúc đang cố bán đồng nhạc cụ còn lại của mình để trả nợ tiền thuê nhà, Dewey nhận được một cuộc gọi từ Rosalie Mullins – hiệu trưởng của trường dự bị Horace Green; cô này nhờ Ned tư vấn về một vị trí làm giáo viên dạy thay ngắn hạn. Trong tâm thế tuyệt vọng vì không trả nổi tiền thuê nhà, Dewey đóng giả Ned và giành lấy công việc đó. Trong ngày đầu tiên đến trường, "Mr. S" (cái tên mà Dewey tạm dùng khi không biết cách đánh vần từ Schneebly) đã cư xử kỳ cục làm cho cả lớp học bối rối.
Ngày kế tiếp, Dewey tình cờ nghe các học sinh đang chơi nhạc cụ trong phòng học nhạc, từ đó anh ấp ủ dự định biến chúng thành một ban nhạc để tham gia cuộc thi Battle of the Bands. Anh lần lượt chọn nhân sự cho ban nhạc của mình như sau: tay guitar cổ điển Zack Mooneyham vào vị trí lead guitar, nhạc công chơi bộ gõ Freddy Jones vào vị trí tay trống, nhạc công Katie vào vị trí đánh đàn bass, nhạc công piano Lawrence vào vị trí đánh đàn keyboard, còn riêng anh đảm nhiệm vai trò hát chính kiêm chơi guitar. Anh cũng phân công các học sinh còn lại trong lớp vào những vị trí ca sĩ hát bè, các nữ cổ động viên, người bê vác nhạc cụ với Summer Hathaway làm quản lý ban nhạc. Dewey khởi lập dự án không chỉ để thay thế những tiết học thông thường mà còn giúp nâng cao tài năng và đem lại sự tự tin cho các học trò. Anh là người đứng ra động viên Lawrence (cậu lo ngại rằng mình không đủ "ngầu" để chơi cho ban nhạc), Zack (cha cậu kịch liệt phản đối nhạc rock) và Tamika (cô bé này bị thừa cân, quá tự ti để làm giọng hát bè, dù sở hữu chất giọng nội lực). Trong một tiết học nọ, Dewey đã có một bài phát biểu hùng hồn, dạy cho các học viên nhí rằng rock and roll chính là cách để "đảo chính" và đứng lên thể hiện lập trường của họ. Thông qua sự đồng ý của Summer, hai nữ cổ động viên Michelle và Elani đã đặt tên ban nhạc là "The School of Rock."
Hai tuần trước khi Battle of the Bands khởi tranh, Dewey đã lén đưa một nhóm học trò của mình đi đăng ký một suất tranh tài tại cuộc thi, số còn lại thì ở lại lớp để đề phòng có người đến kiểm tra. Khi Freddy tự ý đi lạc khỏi đoàn, Dewey phải mất công tìm tiếm cậu, cho đến khi trở lại cùng nhóm thì lá đơn của nhóm bị từ chối do danh sách đã hết chỗ. Sau cùng Summer nảy ra kế lừa đội ngũ tổ chức cuộc thi rằng các học sinh bị mắc bệnh nan y thì lá đơn của họ mới được chấp thuận. Ngày hôm sau, Mullins bất chợt đến kiểm tra tiết học của Dewey, ép anh phải dạy những bài giảng thật sự. Lý do là bởi sẽ có một đêm họp phụ huynh diễn ra tại trường ngay trước thềm cuộc thi Battle of the Bands.
Trong lúc Dewey bận sửa soạn cho đêm họp phụ huynh, Ned nhận tiền lương của trường qua thư, qua đó biết được trò gian trá của Dewey. Trong buổi họp, các phụ huynh yêu cầu Dewey nói về những thứ mà anh dạy cho lũ trẻ, buộc anh phải giải thích cho họ theo cách tốt nhất có thể. Cuộc họp bị gián đoạn khi Ned, Patty, Mullins và cảnh sát ập đến. Kế đó Dewey tiết lộ tên thật của mình, thừa nhận anh không phải một giáo viên có bằng cấp, rồi anh vô tình làm phụ huynh hiểu lầm về phát ngôn "đụng chạm" đám trẻ và bị chúng "đụng chạm" nên đột ngột bỏ đi. Trở lại căn hộ, Dewey và Patty xung đột với nhau, Ned liền đứng ra can ngăn và đề nghị Dewey chuyển ra ngoài.
Sáng hôm sau, phụ huynh kéo đến làm loạn trước cửa văn phòng của Mullins, trong lúc đám trẻ không để những công sức của chúng suốt thời gian qua bị uổng phí. Khi giáo viên dạy thay phát hiện đám trẻ biến mất khỏi lớp học, cô này báo cho Mullins, khiến Mullins và các bậc phụ huynh phải cất công đến cuộc thi. Mệt mỏi vì liên tục bị Patty át vía, Ned cuối cùng thể hiện tiếng nói của mình bằng cách chia tay cô và quyết định đến xem ban nhạc biểu diễn. Dewey được một chiếc xe buýt của trường đến đón và chính anh dẫn lũ nhóc đến dự Battle of the Bands, kế đó cả ban nhạc bàn bạc với nhau và chốt lại sẽ biểu diễn một ca khúc do Zack sáng tác. Dù lúc đầu bị một số người mỉa mai là chiêu trò câu khách, ban nhạc đã thể hiện tuyệt vời và giành được cảm tình của toàn bộ khán giả. Với kết quả chung cuộc là No Vacancy giành chiến thắng, nó ít nhiều làm Dewey thất vọng, nhưng khán giả lại hô vang cái tên School of Rock và đề nghị họ biểu diễn lần nữa. Dẫu chưa hết buồn với chuyện lừa gạt trước đó, nhưng Mullins và các bậc phụ huynh cũng không khỏi ấn tượng trước tài năng và sự tự tin mà lũ trẻ thể hiện trên sân khấu.
Một thời gian sau, một chương trình được tổ chức sau giờ học có tên School of Rock đã khai mạc với Dewey tiếp tục huấn luyện cho các "đồng đội" nhí của mình, còn Ned dạy cho những người mới tập chơi nhạc.

## Phân vai
- Jack Black vai Dewey Finn (hát chính, hát bè, guitar đệm), một tay guitar lười biếng, năng động và từng trải thời gian khó khăn
- Joan Cusack vai hiệu trưởng Rosalie "Roz" Mullins
- Mike White vai Ned Schneebly, cậu bạn thân của Dewey, là một người có trách nhiệm nhưng dễ bị cô bạn gái Patty điều khiển.
- Sarah Silverman vai Patty Di Marco, cô bạn gái độc đoán của Ned
- Miranda Cosgrove vai Summer "Tinkerbell" Hathaway (quản lý ban nhạc), tức người chỉ đạo toàn bộ ban nhạc
- Joey Gaydos Jr. vai Zack "Zack-Attack" Mooneyham (lead guitar)
- Kevin Clark vai Freddy "Spazzy McGee" Jones (trống)
- Rivkah Reyes vai Katie "Posh Spice" (bass) (được đề tên là Rebecca Brown lúc bấy giờ)
- Robert Tsai vai Lawrence "Mr. Cool" (keyboard)
- Maryam Hassan vai Tamika "Turkey Sub" (hát chính kiêm hát bè)
- Aleisha Allen vai Alicia "Brace Face" (hát chính kiêm hát bè)
- Caitlin Hale vai Marta "Blondie" (hát chính kiêm hát bè)
- Brian Falduto vai Billy "Fancy Pants" (nhà thiết kế thời trang cho ban nhạc)
- Zachary Infante vai Gordon "Roadrunner" (trợ lý và người xử lý ánh sáng)
- James Hosey vai Marco "Carrot Top" (trợ lý và người xử lý hiệu ứng kỹ xảo)
- Angelo Massagli vai Frankie "Tough Guy" (bảo vệ)
- Cole Hawkins vai Leonard "Short Stop" (bảo vệ)
- Jordan-Claire Green vai Michelle (nữ cổ động viên nhí)
- Veronica Afflerbach vai Eleni (nữ cổ động viên nhí)
- Adam Pascal vai Theo (hát chính, guitar)
- Lucas Babin vai Spider (lead guitar)
- Lucas Papaelias vai Neil (bass)
- Frank Whaley vai giám đốc cuộc thi Battle of the Bands Director (không đề tên)

## Sản xuất
Ý tưởng làm phim của nhà biên kịch Mike White được lấy cảm hứng từ album tuyển tập thiếu nhi The Langley Schools Music Project. Nam diễn viên Jack Black từng một lần chứng kiến một pha nhảy vào đám đông bất thành liên quan đến Ian Astbury của ban nhạc rock The Cult, và tình tiết này đã được đưa vào phim. Nhiều cảnh trong phim được ghi hình xung quanh khu vực thành phố New York. Ngôi trường trưng dụng làm bối cảnh cho Rock học trò thực chất là Giảng đường chính tại trường cao đẳng Wagner ở đảo Staten, New York. Trong phần bình luận trên DVD, các diễn viên nhí cho biết tất cả những cảnh quay ở hành lang trong phim đều được ghi hình ở một hành lang duy nhất. Một trong những nhà hát được sử dụng trong nhiều góc máy là Trung tâm nghệ thuật biểu diễn Union County tọa lạc ở Rahway, New Jersey.

## Nhạc phim
Album nhạc phim cùng tên được phát hành vào ngày 30 tháng 9 năm 2003. Sammy James Jr. của ban nhạc The Mooney Suzuki là người chắp bút sáng tác bài hát tiêu đề cùng với biên kịch Mike White; Mooney Suzuki còn trực tiếp hỗ trợ Jack Black và các nhạc công nhí trong khâu thu âm các bài hát trong soundtrack phim. Đạo diễn bộ phim, ông Richard Linklater đã đăng tuyển mộ khắp cả nước nhằm tìm ra những nhạc công nhí 13 tuổi tài năng để chơi nhạc rock and roll cả trong soundtrack lẫn trong phim. Bản soundtrack có sự hiện diện của bài hát "Immigrant Song" của Led Zeppelin; ban nhạc này có một thời gian dài không cấp phép sử dụng các bài hát của họ trên phim điện ảnh và truyền hình. Linklater chợt nảy ra ý tưởng quay một video trên sân khấu được dùng ở cuối phim, ghi cảnh Jack Black cầu xin ban nhạc cấp phép cho họ dùng nhạc với sự cổ vũ và reo hò của đám đông đứng phía sau nam diễn viên; video này đã được gửi đến các thành viên còn sống của Led Zeppelin (Jimmy Page, Robert Plant và John Paul Jones) và sau đó được họ gật đầu đồng ý. Video có nằm trong DVD.
| STT              | Nhan đề                                                                       | Nghệ sĩ                                              | Thời lượng |
| ---------------- | ----------------------------------------------------------------------------- | ---------------------------------------------------- | ---------- |
| 1.               | "School of Rock"                                                              | Dàn diễn viên School of Rock (với The Mooney Suzuki) | 4:14       |
| 2.               | "Your Head and Your Mind and Your Brain" (hội thoại)                          | Jack Black                                           | 0:36       |
| 3.               | "Substitute"                                                                  | The Who                                              | 3:47       |
| 4.               | "Fight"                                                                       | No Vacancy                                           | 2:35       |
| 5.               | "Touch Me"                                                                    | The Doors                                            | 3:10       |
| 6.               | "I Pledge Allegiance to the Band..." (hội thoại)                              | Jack Black                                           | 0:49       |
| 7.               | "Sunshine of Your Love"                                                       | Cream                                                | 4:10       |
| 8.               | "Immigrant Song"                                                              | Led Zeppelin                                         | 2:23       |
| 9.               | "Set You Free"                                                                | The Black Keys                                       | 2:44       |
| 10.              | "Edge of Seventeen"                                                           | Stevie Nicks                                         | 5:26       |
| 11.              | "Heal Me, I'm Heartsick"                                                      | No Vacancy                                           | 4:46       |
| 12.              | "Growing on Me"                                                               | The Darkness                                         | 3:29       |
| 13.              | "Ballrooms of Mars"                                                           | T. Rex                                               | 4:08       |
| 14.              | "Those Who Can't Do..." (hội thoại)                                           | Jack Black                                           | 0:41       |
| 15.              | "My Brain Is Hanging Upside Down (Bonzo Goes to Bitburg)"                     | Ramones                                              | 3:53       |
| 16.              | "T.V. Eye"                                                                    | The Stooges                                          | 5:22       |
| 17.              | "It's a Long Way to the Top (If You Wanna Rock 'n' Roll)" (bản gốc của AC/DC) | Dàn diễn viên School of Rock                         | 5:51       |
| Tổng thời lượng: | Tổng thời lượng:                                                              | Tổng thời lượng:                                     | 59:02      |

## Đón nhận

### Doanh thu phòng vé
Rock học trò mở màn ở vị trí quán quân với doanh thu tuần công chiếu đầu tiên là 19.622.714 USD từ 2.614 cụm rạp, tức lợi nhuận trung bình là 7.507 USD cho mỗi rạp. Ở tuần thứ hai, doanh thu phim giảm 21%, kiếm về hơn 15.487.832 sau khi mở rộng số suất chiếu lên 2.929 cụm rạp, tức lợi nhuận trung bình là 5.288 USD cho mỗi rạp; sau 10 ngày phim thu về 39.671.396 USD. Ở tuần thứ ba, doanh thu của tác phẩm giảm 28%, kiếm về hơn 11.006.233 USD sau khi tăng số suất chiếu lên 2.951 cụm rạp, tức lợi nhuận trung bình là 3.730 USD cho mỗi rạp; sau 17 ngày chiếu thì phim mang về 54.898.025 USD. Tác phẩm có tổng cộng 6 tuần nằm trong Top 10 phòng vé, sau cùng thu được 81.261.177 USD tại thị trường Canada–Hoa Kỳ và 50.015.772 USD tại thị trường quốc tế, qua đó tổng doanh thu toàn cầu đạt được là 131.282.949 USD, gấp gần 4 lần so với kinh phí bỏ ra làm phim là 35 triệu USD. Con số này còn biến Rock học trò thành bộ phim đề tài hài–ca nhạc có doanh thu cao nhất mọi thời đại, trước khi bị Pitch Perfect 2 soán ngôi vào năm 2015.

### Đánh giá chuyên môn
Trên hệ thống tổng hợp kết quả đánh giá Rotten Tomatoes, Rock học trò nhận được 91% lượng đồng thuận dựa trên 199 bài đánh giá, qua đó đạt điểm trung bình 7,73/10. Các chuyên gia của trang web nhất trí rằng: "Màn thể hiện vui vẻ và cởi mở của Black đã biến Rock học trò thành một khoảng thời gian vui nhộn, tuyệt vời và thú vị." Trên trang Metacritic, phim đạt số điểm 82/100 theo đánh giá từ 46 phê bình gia, trong đó đa số là tích cực.
Cây viết Stella Papamichael của BBC.com chấm phim 4/5 sao vời lời bình "tác phẩm vừa thể hiện sự thiếu tôn trọng mà không bị đi quá đà, vừa ghi một dấu ấn nhẹ nhàng mà không bị sa đà vào tình cảm ủy mị." Nhà phê bình Roger Ebert của tờ Chicago Sun-Times đánh giá tác phẩm 3,5/4 sao, với nhận định: "Đây là một bộ phim điện ảnh chứng tỏ rằng bạn có thể làm một bộ phim gia đình sống động và được thể hiện khéo léo, thông minh, nhạy bén và dí dỏm." Kenneth Turan của nhật báo Los Angeles Times thì ví Rock học trò như "một tác phẩm hài đại chúng thú vị sử dụng những con người và góc nhìn mới để giải trí theo lối xưa cũ".

### Giải thưởng
Rock học trò đã được đề cử cho một số giải thưởng, nổi bật là Black nhận được một đề cử Quả cầu vàng cho nam diễn viên phim hài–ca nhạc xuất sắc nhất (cuối cùng thua Bill Murray của phim Lạc lối ở Tokyo), đồng thời thắng giải Điện ảnh của MTV cho diễn xuất hài xuất sắc nhất. Năm 2004, bộ phim còn giật giải Phim hài hay nhất tại lễ trao giải tác phẩm hài của Anh (British Comedy Awards).

## Dấu ấn

### Phần hậu truyện tiềm năng
Năm 2008, Jack Black cho biết một phần hậu truyện đang được xem xét thực hiện. Sau đó có nguồn tin cho hay đạo diễn Richard Linklater và nhà sản xuất Scott Rudin sẽ trở lại dự án cho phần phim này. Mike White thì đã trở lại làm người chắp bút cho kịch bản của phần hậu truyện với nhan đề School of Rock 2: America Rocks, lấy nội dung xoay quanh câu chuyện Finn dẫn dắt một nhóm học sinh đi thực địa xuyên quốc gia để tìm hiểu về lịch sử của rock 'n' roll. Năm 2012, Black chia sẻ rằng dự án phần hậu truyện trở nên bất thành: "Tôi đã rất cố gắng để gắn kết mọi thứ với nhau. Tôi sẽ không làm [bộ phim] nếu thiếu tác giả và đạo diễn của nguyên tác, và chúng tôi chưa bao giờ hợp tác cùng nhau để xem kỹ kịch bản ra sao. Ý tôi là, thật không may [khi thấy dự án bất thành]."

### Chuyển thể sân khấu
Ngày 5 tháng 4 năm 2013, Andrew Lloyd Webber tuyên bố ông đã giành được bản quyền của Rock học trò để chuyển thể lên sân khấu nhạc kịch. Ngày 18 tháng 12 năm 2014, tin tức về vở nhạc kịch được chính thức xác nhận và có nguồn tin cho hay chương trình sẽ có buổi công diễn ra mắt toàn thế giới tại Broadway vào mùa thu năm 2015 tại Nhà hát Winter Garden. Sau cùng, tác phẩm có buổi diễn tổng duyệt vào ngày 9 tháng 11 năm 2015 và khai mạc vào ngày 6 tháng 12 năm 2015. Vở nhạc kịch có kịch bản bởi Julian Fellowes – nhà giám chế Downton Abbey và được đạo diễn bởi Laurence Connor, với phần vũ đạo của JoAnn M. Hunter, dựng cảnh và thiết kế trang phục của y Anna Louizos, còn khâu ánh sáng phụ trách bởi Natasha Katz. Vở nhạc kịch sử dụng phần nhạc nền nguyên bản do Lloyd Webber sáng tác với Glenn Slater viết lời và Mick Potter thiết kế âm thanh, bên cạnh âm nhạc từ bộ phim nguyên tác. School of Rock trở thành show diễn đầu tiên của Lloyd Webber khai mạc ở Broadway trước Luân Đôn, kể từ vở Jesus Christ Superstar vào năm 1971. Cuối cùng, bản chuyển thể sân khấu bế mạc vào ngày 20 tháng 1 năm 2019 sau khi thu về 160.145.109 USD từ 1.309 buổi diễn.

### Tái hợp sau 10 năm
Ngày 29 tháng 8 năm 2013, một buổi chiếu kỷ niệm 10 năm phát hành bộ phim đã được tổ chức tại Austin, Texas ở Nhà hát Paramount. Những góp mặt trong buổi chiếu có đạo diễn Richard Linklater, Jack Black, Mike White, Miranda Cosgrove và tất cả các diễn viên nhí còn lại, ngoại trừ Cole Hawkins (thủ vai Leonard). Sự kiện do Hội điện ảnh Austin và Cirrus Logic đồng tổ chức với các chương trình thảm đỏ, phỏng vấn Q&A toàn bộ dàn diễn viên và ê-kíp làm phim sau buổi chiếu; tại đây các diễn viên nhí nay đã trưởng thành chia sẻ về những mục tiêu mà họ theo đuổi trong cuộc sống. Cuối cùng là một buổi biểu diễn của ban nhạc School of Rock với các tiết mục "School of Rock", "The Legend of The Rent", "Step Off" và "It's a Long Way to the Top (If You Wanna Rock 'n' Roll)".

### Chuyển thể truyền hình
Ngày 4 tháng 9 năm 2014, Nickelodeon tuyên bố hãng đang hợp tác với Paramount Television để chuyển thể bộ phim điện ảnh lên màn ảnh nhỏ. Quá trình sản xuất bắt đầu vào mùa thu và loạt phim ra mắt vào năm 2016. Phim có sự tham gia diễn xuất của Breanna Yde, Ricardo Hurtado, Jade Pettyjohn, Lance Lim, Aidan Miner và Tony Cavalero. Loạt phim truyền hình chuyển thể School of Rock kéo dài trong 3 mùa, phát sóng từ 12 tháng 3 năm 2016 đến 8 tháng 4 năm 2018.